# HSG Wetzlar

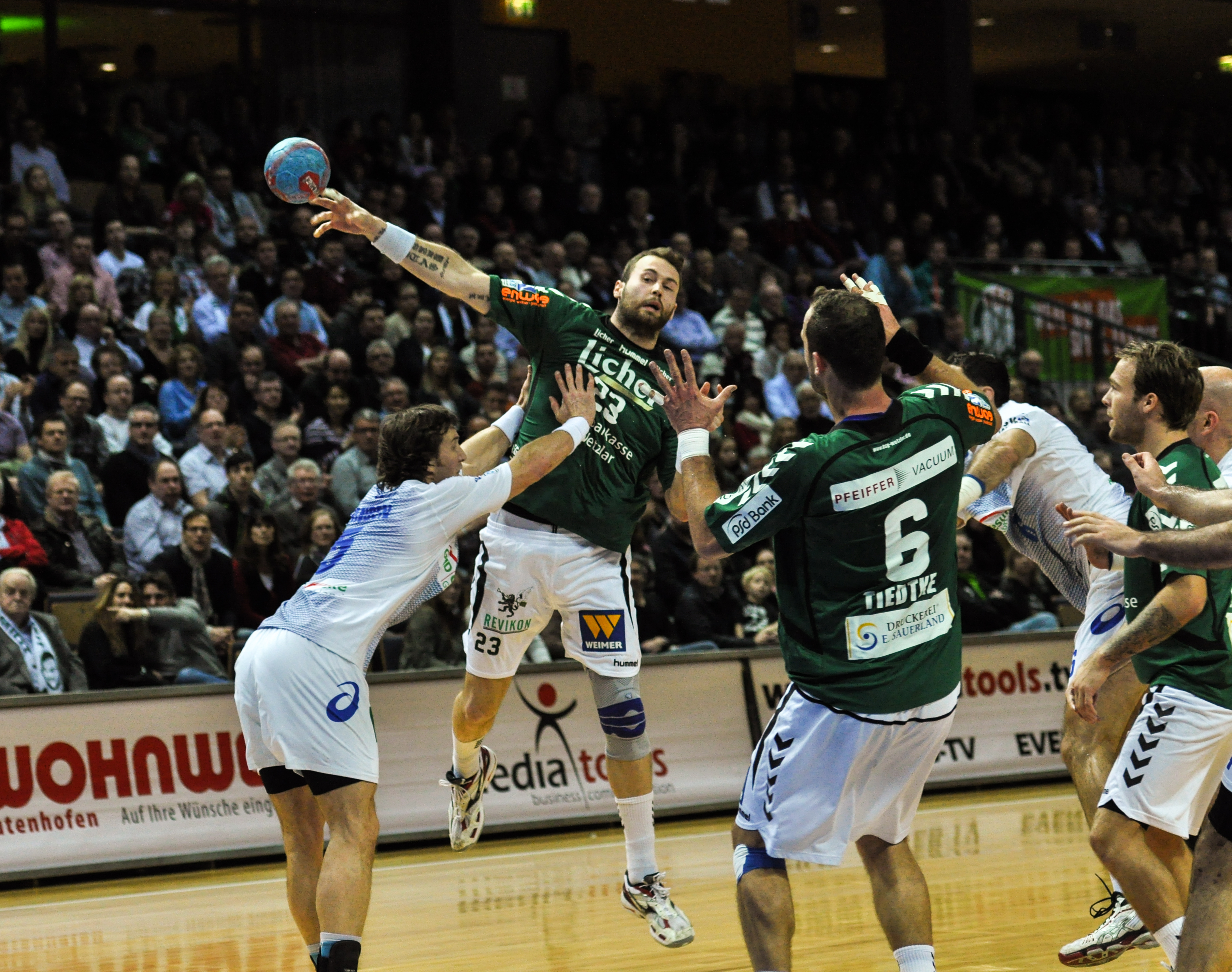
Steffen Fäth i en match mot HSV Hamburg, 2014.

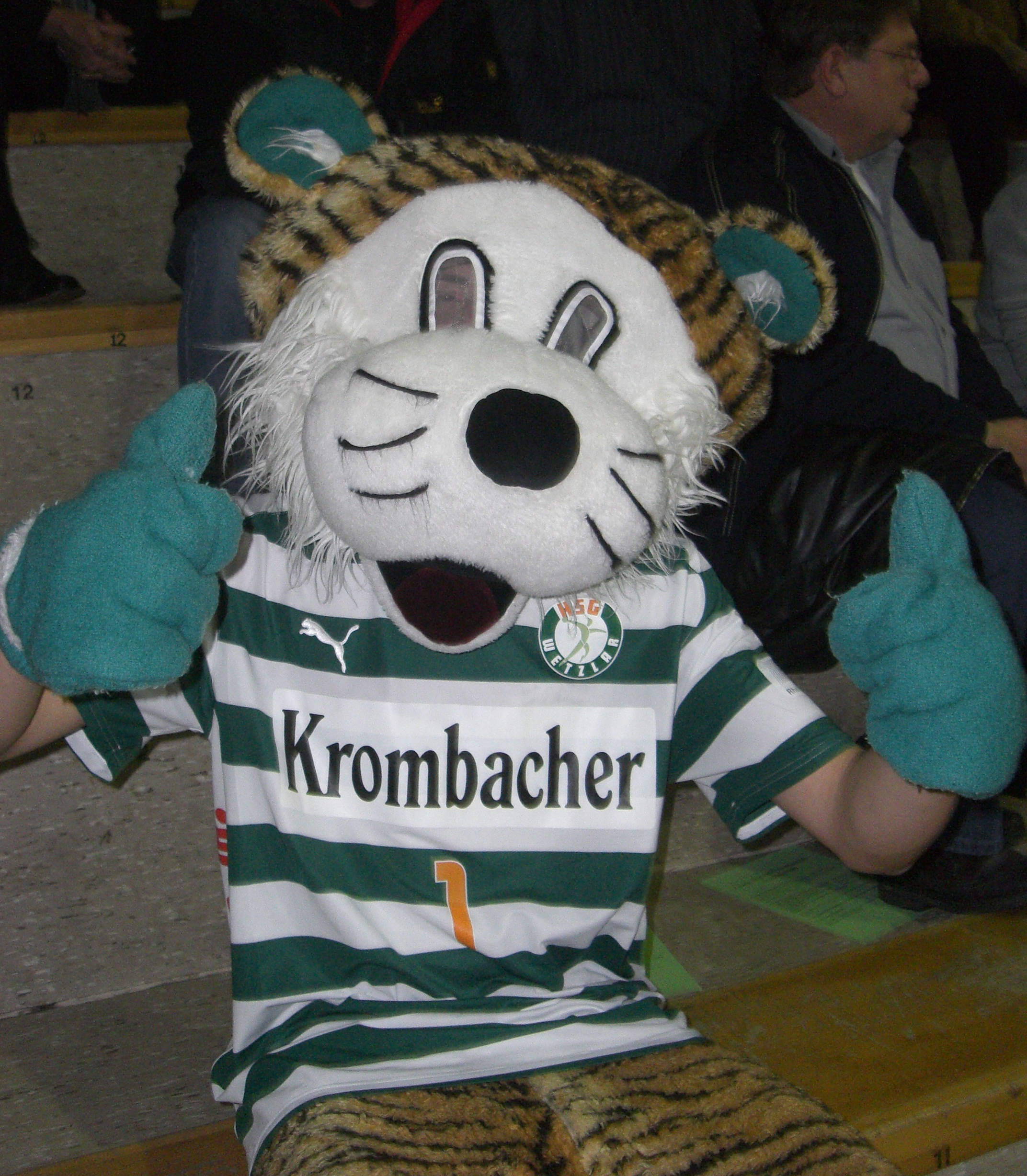
Wetzi, klubbens maskot.

HSG Wetzlar, tidigare HSG Dutenhofen/Münchholzhausen och HSG D/M Wetzlar, är en tysk handbollsklubb från Wetzlar i förbundslandet Hessen. Klubbens hemmaarena är Rittal Arena Wetzlar, med en kapacitet på 4 421 åskådare.

## Historia
År 1904 grundades idrottsföreningen TSV Dutenhofen och 1909 idrottsföreningen TV Münchholzhausen, båda baserade i staden Wetzlar. De två föreningarnas handbollssektionen slogs ihop 1992 och bildade HSG Dutenhofen/Münchholzhausen. Säsongen 1999/2000 debuterade klubben i Bundesliga under namnet HSG D/M Wetzlar, som under våren 2004 byttes till HSG Wetzlar.

## Spelartrupp
| Nr | Land     | Pos | Namn               |
| -- | -------- | --- | ------------------ |
| 11 | Tyskland | MV  | Till Klimpke       |
| 12 | Qatar    | MV  | Anadin Suljaković  |
| 16 | Serbien  | MV  | Tibor Ivanišević   |
| 2  | Tyskland | M9  | Alexander Feld     |
| 3  | Kroatien | H9  | Ivan Sršen         |
| 6  | Sverige  | V9  | Philip Henningsson |
| 7  | Norge    | H6  | Kristian Bjørnsen  |
| 19 | Tyskland | H6  | Lars Weisgerber    |

| Nr | Land       | Pos | Namn                   |
| -- | ---------- | --- | ---------------------- |
| 22 | Tyskland   | V6  | Maximilian Holst       |
| 23 | Norge      | M9  | Magnus Fredriksen      |
| 25 | Sverige    | V9  | Olle Forsell Schefvert |
| 31 | Tyskland   | M6  | Patrick Gempp          |
| 33 | Sverige    | V6  | Emil Mellegård         |
| 44 | Schweiz    | V9  | Lenny Rubin            |
| 66 | Sverige    | M6  | Anton Lindskog         |
| 77 | Montenegro | H9  | Stefan Čavor           |

## Meriter
- Finalförlust i Cupvinnarcupen 1998
- Tvåa i Tyska cupen 1997 och 2001

## Spelare i urval
- Alexandros Alvanos (2004–2006)
- Ivano Balić (2013–2015)
- Markus Baur (1998–2001)
- Emil Berggren (2016–2017)
- Kristian Bjørnsen (2016–2021)
- Kristian Bliznac (2013–2016)
- Sven-Sören Christophersen (2008–2010)
- Olle Forsell Schefvert (2017–2022)
- Emil Frend Öfors (2018–2020)
- Steffen Fäth (2010–2016)
- José Javier Hombrados (2013, 2014–2015)
- Guillaume Joli (2014–2016)
- Ola Lindgren (TSV Dutenhofen, 1990–1992)
- Lars Kaufmann (2005–2007)
- Jannik Kohlbacher (2015–2018)
- Anton Lindskog (2016–2021)
- Valter Matošević (2005–2007)
- Emil Mellegård (2020–)
- Adam Nyfjäll (2021–)
- Carlos Prieto (2013–2016)
- Tobias Reichmann (2012–2014)
- Kent Robin Tønnesen (2013–2015)
- Andreas Wolff (2013–2016)